# Onthophagus sabahensis
Onthophagus sabahensis là một loài bọ cánh cứng trong họ Bọ hung (Scarabaeidae).